# Seznam slovenskih pevcev resne glasbe
Seznam slovenskih pevcev resne glasbe.

## A
Cvetka Ahlin (sopran) -
Arnold Arčon - Ivan Andres Arnšek - Urška Arlič Gololičič (sopran) -
Mateja Arnež Volčanšek (sopran) -
Ivo Anžlovar (bariton) -

## B
Irena Baar (sopran) - 
Ambrož Bajec-Lapajne (tenor) -
Marcos Bajuk (bariton) -
Svetozar Banovec (tenor) -
Emil Baronik (bariton) - Peter Bedjanič (bariton) -
Julij Betetto (bas) -
Aco Bišćević (tenor) -
Marija Bitenc-Samec (alt) - 
Mojca Bitenc (sopran) -
Sonja Bleiweis-Ivančič (sopran) - Bernarda Bobro (sopran) -
Monika Bohinec (mezzosopran) - Aleksander Boštjančič (tenor) -
Miroslav Brajnik (tenor) -
Ileana Bratuž Kacjan (sopran) - Helena Bregar (sopran) - Sara Briški Cirman (mezzosporan) -
Andreja Brlec (sopran) -
Pia Brodnik (sopran) -
Franjo Bučar (tenor) -
Vilma Bukovec (sopran) -
Peter Burja (tenor) -

## C
Stanko Colnarič (bariton) -
Nataša Contaldo (sopran) - 
Karlo Cossutta (tenor) -
Sabina Cvilak (sopran) -

## Č
Danilo Čadež (tenor) -
Vladimir Čadež (1966) (tenor) -
Dragica Čarman (sopran) -
Saša Čano (bas) - Eva Černe Avbelj (sopran) -
Polde Černigoj (bas) -
Stanka Červ -
Stane Česnik -
Drago Čuden (tenor) - Valentina Čuden (sopran)

## D
Ado Darian (tenor) -
Dimitr Damjanov (tenor) -
Andrej Debevec (tenor) - Primož Dekleva (bariton) -
Anton Dermota (tenor) -
Gašper Dermota (tenor) -
Alenka Dernač Bunta (mezzosopran) -
Vladimir Dolničar (bariton) - Nina Dominko (sopran) -
Sonja Draksler (mezzosopran) -
Erika Druzovič (sopran) -

## E
Valentin Enčev (bariton) - Marko Erzar (bariton) -
Milka Evtimova (mezzosopran) -

## F
Aljaž Farasin (tenor) -
Robert Feguš (tenor) - Rok Ferenčak (tenor) -
Igor Filipovič (tenor) -
Bernarda Fink (mezzosopran) -
Marko Fink (basbariton) -
Ivan Francl (bariton) -
Rudolf Francl (tenor) - Štefanija Fratnik (mezzosopran) 

## G
Blaž Gantar (tenor) - Edita Garčević Koželj (mezzosopran) - Zlata Gašperšič Ognjanović (sopran) -
Fran Gerbič (tenor) -
Marjeta Gerkšič (mezzosopran) -
Vanda Gerlovič (sopran) -
Zlata Gjungjenac (sopran) -
Božena Glavak (mezzosopran) -
Franja Golob Bernot - Zdenka Gorenc (sopran) - Nika Gorič (sopran) -
Josip Gostič (tenor) - 
Alenka Gotar (sopran) -
Olga Gracelj (sopran) - Štefica Grasselli (sopran) -
Mitja Gregorač (tenor) -
Miro Gregorin (bas) -
Božo Grošelj (bariton) - Nada Grozdanova Panič - Sabina Gruden (mezzosopran)

## H
Elvira Hasanagić (sopran) - Valerija Heybal (sopran) - Gordana Hleb -
Sonja Hočevar (koloraturni sopran) -
Hilda Hölzl (sopran) - Mirjam Horvat (mezzosporan) - Rebeka Hren Dragolič (sopran) -
Franjo Hvastja (bariton) -
Elvira Hasanagič (sopran) -
Janja Hvala (sopran) - Bogdana Herman

## I
Jelka Iglič-Cimerman (sopran) -
Petya Ivanova (sopran) -
Rebeka Hren-Dragolič (sopran) -
Biljana Ivanovič (koloraturni sopran) -

## J
David Jagodic (tenor) - Vekoslav Janko (bariton) - Breda Janko (sopran) -
Nora Jankovič (sopran) -
Franc Javornik (bas) -
Jaka Jeraša (bariton) -
Karel Jerič (tenor) -
Barbara Jernejčič (mezzosopran) - Olga Jež - Ernestina Jošt (sopran) -
Jaki Jurgec (bariton) -
Mirijam Kalin (alt) -
Elza Karlovac (alt) - Urška Kastelic (sopran) -
Jurij Knez (bas) -
Dušan Kobal (tenor) - Katarina Kobal (sopran) -
Ljubo Kobal (tenor) - Dušan Kobal (tenor) -
Marko Kobal (bariton) - 
Mila Kogej (mezzosopran-sopran) - Talita Sofija Komelj (sopran) -
Mihaela Komočar (sopran) -
Nina Kompare (sopran) -
Katja Konvalinka (sopran) -
Janja Konestabo (mezzosopran) -
Damir Koren (tenor) - Majda Korenčan Odar (1905-1999) (sopran) -
Jože Kores (tenor) -
Rajko Koritnik (tenor) - Rezika Koritnik (sopran) -
Stane Koritnik (bariton) -
Ladko Korošec (bas) -
Karlo Košuta (tudi Karlo Cossuta) (tenor) - Pia Košuta Cicciari (sopran) -
Aleksander Kovač (bas) -
Leopold Kovač (tenor) -
Zdravko Kovač (bas) -
Dragica Kovačič -
Tomaž Kovačič (basbariton) - Tone Kozlevčar (bariton) -
Kralj Tatjana (sopran) - Domen Križaj (bariton) -
Josip Križaj (bas) -
Zinka Kunc (sopran) -
Blaž Kladnik - (basbariton) -
Jolanda Korat (sopran) -
Danilo Kostevšek (tenor) - Jože Kragelj - Maja Krevs (sopran) - Franci Kunaver (bas)

## L
Vera Lacić (sopran) -
France Langus (bariton) - Oton Leban (tenor) -
Katarina Lenarčič (sopran) - Majda Leskovšek -
Marjana Lipovšek (mezzosopran) -
Janez Lipušček (tenor) - Rebeka Lokar (mezzo)sopran -
Barbara Lotrič (sopran) -
Janez Lotrič (tenor) - Stana Lovšin (sopran) - Bogomir (Boško) Lukeš (tenor) - Žiga Lakner (tenor) -
Friderik Lupša (bas)

## M
Cirila Medved-Škerlj (alt) -
Danilo Merlak (bas) -
Anita Meze (sopran) - Irma Mihelič (sopran) -
Manja Mlejnik (sopran) -
Milena Morača (sopran) -
Gabrijela Mrak -
Marta Močnik Pirc (sopran) -

## N
Josip Nolli (bariton) -
Eva Novšak Houška (mezzosopran) -
Mateja Novak (sopran) -

## O
Andrej Oder (tenor) - Dragiša Ognjanović (bas) -
Zlata Gašperšič Ognjanović (sopran) -
Suzana Ograjenšek (sopran) -
Anton Orel (bas) -
Vlatka Oršanić (sopran) - Inez Osina Rues (mezzosopran) -
Marcel Ostaševski (bariton) -
Ondina Otta Klasinc (sopran) -

## P
Maruša Patik (sopran) - Ana Pavlov Pervanje (mezzosopran) -
Katarina Perger (sopran) -
Zdravko Perger (tenor) -
Mileva Pertot (sopran) -
Roman Petrovčič -
Tone Petrovčič -
Theresa Plut (sopran) -
Jure Počkaj (bariton) -
Sebastjan Podbregar (tenor) -
Franc Pogačnik - Naval -
Milica Polajnar (sopran) -
Irma Polak -
Štefka Polič (sopran) -
Zoran Potočan (bas) -
Janko Potočnik (bariton) - Rebeka Pregelj (sopran) -
Robert Primožič (bariton) -
Anton Prus (bariton) - Franc Puhar (bariton) -
Ana Pusar Jerič (sopran)

## R
Ferdinand Radovan (bariton) -
Norina Radovan (sopran) -
Rebeka Radovan (sopran) -
Ladislav Rakovec (tenor) - Gregor Ravnik (tenor) -
Jurij Reja (tenor) - Avgust Ribič - 
Ivanka Ribič (sopran) - Tim Ribič (tenor) - 
Josip Rijavec (tenor) -
Matjaž Robavs (bariton) - 
Branko Robinšak (tenor) -
Emil Rumpel (bas) - Jelka Rupnik (sopran) -
Marjan Rus (bas) -
Marija Rus (alt) -
Josip Rus (bas) -
Fran Rus -
Dana Ročnik (mezzosopran) -
Dr.Sci.? Andrej Rupnik (bariton)

## S
Dragica Sadnik (mezzosopran) -
Teja Saksida (sopran) -
Ivan Sancin (bas) -
Ada Sardo (sopran) -
Slavko Savinšek (bariton) -
Emil Scaria (bas) -
Franjo Schiffer - Navigin (bas) -
Nada Sevšek (visok mezzosopran) -
Samo Smerkolj (bariton) - Igor Smolič (tenor) - Miro Solman (tenor) -Lucas Somoza Osterc (bariton) -
Gaja Sorč (sopran) -
Dunja Spruk (sopran) -
Edvard Sršen (bariton) - Jelka Stergar -
Matjaž Stopinšek (tenor) - Edvard Strah (tenor) -
Bogdana Stritar (mezzosopran) -
Jože Stabej (bas) -
France Stele (tenor) - Bogdan Stopar (tenor) -
Martin Sušnik (tenor) -
Jože Sikyta (bariton) -
Karolina Strniša -
Simona Raffanelli Krajnc (sopran)

## Š
Francka Šenk (sopran) -
Mario Šimenc (tenor) -  Marjan Štefančič (bas) -
Slavko Štrukelj (tenor-bariton) -
Majda Švagan (alt & mezzosopran?) -
Ruža Škele -
Nuša Špan (nizek mezzosopran) -
Anton Šubelj (bariton) -
Štefica Stipančević - Steffy (sopran) -
Josip Šutej (tenor)

## T
Josip Karol (Jožef) Tertnik (tenor) -
Terezija (Rezika) Thaler-Praprotnik (sopran) -
Vilma Thierry (mezzosopran) -
Ada Thuma (mezzosopran) -
Barbara Tišler (sopran) -
Klemen Torkar (tenor) - Tomaž Tozon (bariton) - Janez Triler (tenor) -
Marjan Trček (tenor) -
Milena Trost (sopran)

## U
Pavla Udovič (sopran) -

## V
Juan Vasle (bariton) - 
Mojca Vedernjak (mezzosopran) -
Franja Verhunc -
Ksenija Vidali (sopran) -
Darko Vidic (bariton) -
Jože Vidic (bariton) -
Nada Vidmar (sopran) - Nika Vipotnik Rampre (sopran) - Matej Voje (bas) -
Janko Volčanšek (bas) - Natalija Vorobjova (sopran) -
Robert Vrčon (bariton) -
Dejan Vrbančič (tenor) -
Boris Vremšak (bas) - Vladimira Vremšak (alt)

## W
Vanda Wistinghausen

## Y
Irena Yebuah Tiran (mezzosopran) -

## Z
(Martina Zadro) - Andreja Zakonjšek (sopran) -
Naja Zapušek (sopran) -
Vanda Ziherl (mezzosopran) -
Oskar Zornik (tenor) - 
Nada Zrimšek-Slana (sopran) -

## Ž
Barbara Žagar (sopran) - Tamara Žagar (sopran) - Helena Žele (sopran) - Branko Žiger (tenor) -
Miran Žitko (tenor) -
Urška Žižek (sopran) - Noni Žunec (tenor) -
Zvonimira Župevc (sopran) -